# Mateu Cantacuzè
Mateu Cantacuzè (en grec Ματθαῖος ὁ Καντακουζήνος, en llatí: Mathaeus Cantacuzenus) fou coemperador de l'Imperi Romà d'Orient, nomenat pel seu pare, des del 1353 fins al 1355. Durant la guerra de successió per la regència entre els partidaris del seu pare Joan VI i el príncep Joan V es va destacar a Tràcia guerrejant contra els invasors serbis. Finalment fou capturat i va passar a dependre de Joan V, el qual li va demanar que abdiqués i li va permetre ser governador de Morea. Va acabar els seus dies com a monjo i escriptor.

## Època de la guerra de successió
El seu pare, Joan VI Cantacuzè, va ser nomenat regent del jove Joan V Paleòleg pel darrer emperador, càrrec que va assumir a la seva mort el 15 de juny del 1341. No tots van respectar la voluntat del difunt i Joan Cantacuzè es va haver d'exiliar amb la seva família a Demòtica. Mateu va ajudar el seu pare en la guerra civil que va seguir per recuperar el tron i en les guerres en les quals va intervenir per defensar les fronteres de l'imperi. El 1347, acabada la guerra, els dos Joan van acordar compartir el títol d'emperador, encara que Joan V no seria declarat major d'edat fins als vint-i-cinc anys. Joan Cantacuzè va concedir a Mateu part de Tràcia en apanatge, en compensació pels seus serveis.
Des dels seus dominis a Tràcia, amb capital a Gratzianos, va continuar guerrejant contra els invasors serbis. El 1350 va preparar un atac que fou frustrat per la deserció de les tropes auxiliars otomanes al seu servei.
El 1353 el jove príncep Joan V es va emancipar de la vigilància a la qual estava sotmès i es va revoltar amb el suport dels serbis i els genovesos. Cantacuzè unit a l'otomà Orkhan van derrotar els exèrcits de Joan V en una batalla i Paleòleg es va refugiar a l'illa de Tènedos. Perduda a confiança, Cantacuzè el va excloure del tron i va proclamar el seu propi fill Mateu I Cantacuzè com a coemperador i hereu del tron.

## Emperador romà d'Orient
El patriarca Calixt, que pensava que el seu nomenament era una usurpació dels drets de Joan V Paleòleg, li va negar la benedicció i llavors el seu pare va destituir aquest patriarca i el va substituir per Filocteu, el qual el va coronar. Mateu va provar de tornar a establir el seu apanatge al llarg de la frontera serbo-romana d'Orient amb 5.000 otomans, però va fracassar en el seu intent de recuperar Serres.
Joan Paleòleg va organitzar el seu retorn. El jove príncep disposava d'unes forces de destacats mercenaris que li havien donat els Gattiluso (o Gattiluzzi), una família genovesa, a canvi de la mà de la seva germana i la concessió d'algunes terres (després van esdevenir prínceps sobirans de Lesbos i altres llocs). Amb aquestes forces va sortir cap a Constantinoble amb vaixells genovesos que van entrar al Corn d'Or com si anessin a comprar provisions.
A finals del desembre del 1354, desembarcat Paleòleg, molta gent el va seguir i es va proclamar emperador. Cantacuzè, abandonat per molts dels seus fidels, va abdicar el gener del 1355) i quatre dies després es va fer monjo. Mateu continuava amb la seva lluita per recuperar territoris. A finals del 1356 o començaments del 1357 fou derrotat per l'exèrcit serbi comandat per Vojvoda Vojihna, governador de Drama, la fortalesa més important de la rodalia. Els serbis el van fer captiu amb intenció d'alliberar-lo a canvi d'un rescat molt quantiós. Joan V, que ràpidament havia anat a ocupar els dominis de Mateu, va oferir a Vojihna una quantitat encara més gran a canvi que passés Mateu a les seves mans.

## Governador de Morea
Mateu va estar pres a Tènedos i després el van traslladar a Lesbos, sota la vigilància de Francesc I Gattiluso. Quan Mateu va renunciar al seu títol d'emperador, Joan li va permetre anar-se'n a Morea, que era governada pel seu germà Manuel des del 1361. A la mort de Manuel el 1380, Mateu el va substituir en el govern fins a l'arribada de Teodor I Paleòleg nomenat el 1381, però que va arribar a Morea el 1382. Poc abans de completar-se el traspàs de poders a Morea dels Cantacuzè als Paleòleg, Mateu va delegar en el seu fill Demetri i va marxar per ingressar en un monestir.
Mateu, igual com havia fet el seu pare, es va retirar a un monestir al Mont Atos, on va escriure algunes obres i comentaris sobre textos de la Bíblia. D'aquests escrits el principal es titula Commentarii in Cantica Canticorum. Es creu que probablement també sigui obra seva el Commentarius in Sapientiam Salomonis.

## Matrimoni i descendència
Es va casar a Tessalònica el 1341 amb Irene Paleòloga, amb qui va tenir sis fills.
- Joan Cantacuzè,
- Demetri Cantacuzè
- Teodora Cantacuzena
- Helena Cantacuzena, que es va casar amb Lluís Frederic d'Aragó comte de Salona
- Maria Cantacuzè, que es va casar amb Joan Làskaris Kaloferos.